# Gabriela Kiliánová
Gabriela Kiliánová nata Námerová (Bratislava, 16 aprile 1951) è un'etnologa slovacca.

## Biografia
Terminò gli studi di etnografia alla facoltà di filosofia dell'Università Comenio di Bratislava nel 1974. Dal 1974 al 1982 fu assistente e aspirante interna alla cattedra di etnografia e folklore. Nel 1983 iniziò a collaborare con il dipartimento di etnografia dell'Accademia slovacca delle scienze, l'attuale dipartimento di etnologia. Dal 2001 è caporedattrice della rivista Slovenský národopis, organo del dipartimento di etnologia dell'Accademia slovacca delle scienze.
Il suo interesse specialistico si è rivolto al contesto sociale e culturale delle tradizioni orali, all'indagine dei piccoli gruppi sociali e alle questioni dell'identità e memoria collettive. Si è anche occupata dei processi di modernizzazione, globalizzazione e trasformazione, di riti funebri e di storia della scienza. Dal 1996 è stata docente della cattedra di etnologia della facoltà di filosofia dell'Università Comenio di Bratislava, dell'Accademia Istropolitana e dell'Accademia Istropolitana Nova. Ha anche collaborato con le università di Vienna e di Ratisbona. Dal 2000 al 2012 è stata direttrice della sezione di etnologia dell'Accademia slovacca delle scienze. Ha contribuito in modo fondamentale all'ingresso del dipartimento di Etnologia dell'Accademia slovacca delle scienze in progetti internazionali educativi e di ricerca scientifica.

## Opere (selezione)
- (SK)  Gabriela Kiliánová, Identita a pamäť. Devín/ Theben/ Dévény ako pamätné miesto ("Identità e memoria. Devín come luogo della memoria") Bratislava, Ústav etnológie SAV a SAP, 2005.
- (SK)  Gabriela Kiliánová (a cura di), Rozprávač Alojz Kováč z Riečnice, ("Il raccontatore Alojz Kováč di Riečnica"), Čadca, Kysucké muzeum, 1984.
- (EN)  Gabriela Kiliánová, Eva Krekovičová (a cura di), Folklore, Folklorism and National Identification. The Slovak Cultural Context, ("Folklore, folklorismo e identificazione nazionale. Il contesto culturale slovacco"), Bratislava, 1992.
- (EN)  Gabriela Kiliánová, Eva Krekovičová (a cura di), Folklore in the Identification Processes of Society, ("Il folklore nei processi di identificazione della società"), Bratislava, 1994.
- (SK)  Gabriela Kiliánová (a cura di), Identita etnických spoločenstiev. Výsledky etnologických výskumov, ("Identità della società etniche. Risultati delle ricerche etnologiche"), Etnologické štúdie 5. Bratislava, Ústav etnológie SAV a SAP, 1998.

## Premi
- Premio della Società etnografica slovacca 1992: 1ª classificata a pari merito nella categoria studi scientifici
- Premio della Società etnografica slovacca 1992: 1ª classificata nella categoria attività di organizzazione scientifica per l'organizzazione della conferenza internazionale “Folklore in the Identification Processes of Society”
- Premio della Società etnografica slovacca 1997: migliore opera (opera collettiva a cura di R. Stoličná, Slovakia: European Contexts of Folk Culture, Bratislava 1999.
- Premio dell'Accademia slovacca delle scienze 2001 per la monografia Slovensko. Európske kontexty ľudovej kultúry
- Premio del Literárny fond per la letteratura scientifica 2000 nella categoria di scienze sociali (opera collettiva a cura di R. Stoličná: Slovensko – európske kontexty ľudovej kultúry)
- Premio Herder, 2006